# Card-Pitt
Card-Pitt war ein US-amerikanisches American-Football-Team, das 1944 in der National Football League spielte. Es entstand aus der Fusion der Chicago Cardinals und der Pittsburgh Steelers.

## Geschichte
In der Saison 1943 bildeten die Pittsburgh Steelers zusammen mit den Philadelphia Eagles ein gemeinsames Team, die Steagles. Dieses Team, bestehend aus nicht im Zweiten Weltkrieg eingesetzten Spielern, erzielte eine 5-4-1-Bilanz, während die Chicago Cardinals in der Vorsaison sieglos geblieben waren. Für die Folgesaison entschieden die Eagles, wieder selbstständig zu spielen. Da die NFL durch die Rückkehr der Cleveland Rams und die Expansion durch die Aufnahme der Boston Yanks elf Teams hatte und die NFL es als unmöglich ansah, einen geeigneten Spielplan aufzustellen, fragte der Commissioner die Besitzer der Cardinals und Steelers, ob sie fusionieren wollen. Am 22. April 1944 wurde das fusionierte Team bekannt gegeben, welches von der Presse als Card-Pitt bezeichnet wurde. Das Team war physisch schlecht in Form, beim ersten Training erlitten sechs der 45 Spieler einen Hitzschlag. Für die Offense entschied man sich, die T-Formation als Standard-Formation zu wählen. Mit dieser hatten die Steelers-Spieler bei den Steagles bereits einige Erfahrung gesammelt, während die Cardinals-Spieler diese nur selten genutzt hatten. Die ersten beiden Preseasonspiele verlor man, ohne einen Punkt zu erzielen. Im ersten Spiel der Regular Season gegen die Cleveland Rams spielte man erfolgreich. Nach einer Interception kurz vor Schluss waren die Card-Pitts mit einer Führung von 28:23 an der eigenen Ein-Yard-Linie. Statt die Uhr auszulaufen oder einen Safety zuzulassen und so den Sieg zu sichern, entschied man sich für einen Punt beim First Down. Dieser ging jedoch nur zehn Yards, und kurz darauf erzielten die Rams einen Touchdown zum 30:28-Sieg. Nach dem zweiten Saisonspiel wurde der Quarterback der Card-Pitts, Coley McDonough, in den Krieg eingezogen. Der Mannschaft gelang in der Saison kein einziger Sieg in der Regular Season, nur ein 17:16-Sieg gegen die New York Giants in einem Freundschaftsspiel während einer Bye-Week stand zu Buche. Am 4. Dezember 1944, einen Tag nach dem Ende der Saison, wurde die Auflösung der Fusion bekannt gegeben.

## Uniform
Die Card-Pitts trugen sowohl die gold-schwarze Uniform der Steelers als auch die rot-weiße Uniform der Cardinals. Einzige Ausnahme war das Auswärtsspiel gegen die Washington Redskins, in dem sie blaue Uniformen trugen. Dies war nicht die in der modernen NFL populäre Alternativ-Uniform, sondern der Versuch, die Niederlagenserie durch eine Uniformänderung zu beenden.